# Laphria justa
Laphria justa är en tvåvingeart som beskrevs av Walker 1858. Laphria justa ingår i släktet Laphria och familjen rovflugor. Inga underarter finns listade i Catalogue of Life.